# 粗壮珍珠菜
粗壮珍珠菜（学名：Lysimachia robusta）是报春花科珍珠菜属的植物，为中国的特有植物。分布在中国大陆的云南等地，生长于海拔2,400米至2,700米的地区，多生于山坡灌丛中，目前尚未由人工引种栽培。